# Saint-Sulpice-les-Champs
Saint-Sulpice-les-Champs är en kommun i departementet Creuse i regionen Nouvelle-Aquitaine i de centrala delarna av Frankrike. Kommunen ligger i kantonen Saint-Sulpice-les-Champs som tillhör arrondissementet Aubusson. År 2022 hade Saint-Sulpice-les-Champs 343 invånare.

## Befolkningsutveckling
Antalet invånare i kommunen Saint-Sulpice-les-Champs
Referens:INSEE